# Shining Force III: Scenario 2
Cet article concerne le deuxième épisode de la trilogie. Pour la série de jeux vidéo, voir Shining Force III.
Shining Force III: Scenario 2 (シャイニング・フォースⅢ　シナリオ２　狙われた神子, Shining Force III Scenario 2 ~Nerawareta Miko~, Shining Force III Scenario 2 - Target: Child of God) est un jeu vidéo de rôle tactique sorti exclusivement sur Saturn le 29 avril 1998, uniquement au Japon. Le jeu a été développé par Sonic! Software Planning et édité par Sega. Il fait partie de la trilogie Shining Force III, dont il constitue le deuxième épisode.

## Trame

### Histoire

Symbole des forces armées de Medion.

L’histoire commence quand Medion, jeune prince de l'Empire, tombe dans une embuscade tendue par les moines masqués au port de Saraband. Medion est dans la cité pour participer à la conférence de paix, au nom de l'Empire, en compagnie de ses deux frères Arrawnt et Mageron. Après un bref combat, Medion croise la route de Synbios, seigneur républicain, aux prises avec des soldats impériaux. Il ordonne aux sentinelles de quitter les lieux puis explique à Synbios qu'il enquête sur les moines masqués. C'est alors qu'une violente explosion retentit, les deux groupes se séparent pour regagner leurs quartiers-généraux respectifs. Avant de rentrer à la base, deux compagnons de Medion, Syntesis et Uryudo, surprennent une conversation entre le général impérial Crewart et un moine en robe bleu. Celui-ci ouvre un passage secret dans un mur extérieur du palais et s'y faufile avec le général. Au sein de l'état-major impérial, Medion réunit ses deux frères, Arrawnt et Mageron, et les autres généraux afin de discuter des éventuels responsables de l'attentat. Crewart fait alors irruption dans la pièce en compagnie d'un garde de l'empereur et annonce que Domaric a été capturé par le leader républicain, Benetram. L'Empire se mobilise et ordonne à Medion de prendre congé sous les ordres du général Garzel.
Le prince Arrawnt a un entretien avec un ninja espion mystérieux du nom de Yasha. Ce dernier l'informe que les combats ont débuté : Garzel contre les troupes républicaines d'Edmund, Franz, général impérial, face aux armées de Varlant et Tybalt. Benetram a disparu. Arrawnt et Mageron décident de partir à la recherche de leur père à bord d'un navire, accompagnés de Crewart et Spiriel. Medion quant à lui, sous les ordres de Garzel, est parti à la recherche de Benetram. Dans les plaines de Saraband, il croise des moines masqués transportant un corps inconscient, escorté d'un prêtre en robe bleu, celui-là même aperçu à Saraband et d'une femme. Le groupe prend la fuite, l'armée de Medion ne peut les rattraper. Fidèle à son père et à son pays, le jeune prince pressent que des forces maléfiques exercent des troubles entre Aspinia et Destonia.

### Personnages
Medion est le personnage principal du jeu. Jeune prince de l'Empire de Destonia et fils de l'empereur Domaric et de Melinda, dame du peuple. Après sa naissance, Domaric offre à sa concubine et à son nouveau fils un château pour qu'ils puissent vivre en paix loin de la société moderne. À ses dix ans, il est emmené contre son gré par sa mère au palais de son père pour y recevoir l'éducation d'un prince. Là bas, il fait la connaissance de Campbell, un chevalier centaure digne de confiance. Mais Medion est dans une situation difficile, méprisé par ses deux frères, Arrawnt et Mageron, et certains nobles, il ne succombe pas à l'adversité, grâce à sa forte volonté et à l'aide de Campbell. Il ne se considère pas comme un privilégié, et il critique la société hiérarchique. Il est populaire parmi le peuple et les soldats. Ses deux souhaits les plus chers sont : « D'être aimable envers le peuple » et « De prouver mes capacités devant mon père ». Domaric va justement lui donner une chance de montrer ses capacités en lui permettant de participer aux négociations de paix organisées à Saraband entre l'Empire et la République. Dans cette tâche, Medion est accompagné par Campbell, le centaure, Syntesis, l'elfe, et Uryudo, le magicien.

## Système de jeu
À l'instar de nombreux jeux de rôles tactiques, Shining Force III: Scenario 2 comporte deux phases de jeu distinctes : le mode « Recherche » et le mode « Combat ».

## Réception

### Sortie
Au Japon, deux semaines après la parution du dernier épisode, les ventes de Shining Force III: Scenario 2 s'élèvent à 54 890 exemplaires,.

### Accueil
Shining Force III: Scenario 2 est aussi bien accueilli que le premier épisode par les critiques. Joypad écrit qu'« il efface les (très rares) défauts techniques du premier pour arriver à un niveau de quasi-perfection » et que « le déroulement de l'histoire a beaucoup plus de pêche que le premier [scénario] à qui on pouvait reprocher d'être un peu mou scénaristiquement parlant ». Quant à Player One, il reste cantonné sur sa position arguant que ce jeu est une « arnaque commerciale en trois épisodes » malgré les « graphismes nettement améliorés ». Enfin, GameSpot évoque les « temps de chargement [du jeu] quasiment nuls » et le moteur de jeu toujours aussi efficace.